# A896 road
Die A896 road ist eine A-Straße in der schottischen Council Area Highland. Sie gilt als eine der landschaftlich schönsten Straßen durch die Northwest Highlands und erschließt die Ansiedlungen an beiden Ufern des Loch Torridon an der schottischen Westküste sowie die dünn besiedelten Bereiche der Halbinsel Applecross.

## Verlauf
Die A896 ist überwiegend eine Single track road, nur auf wenigen Abschnitten ist sie zweispurig ausgebaut. Sie beginnt in Kinlochewe, wo sie von der A832 abzweigt. Von Kinlochewe bis Torridon führt die A896 durch das Glen Torridon, das als eines der landschaftlich beeindruckendsten Täler der Highlands gilt. Nördlich der Straße liegen die Torridon Hills mit den über 1.000 m hohen Bergmassiven des Beinn Eighe und des Liathach, mehrere Parkplätze an der A896 dienen als Ausgangspunkte für Wanderungen und Bergtouren in den Torridon Hills. In Torridon zweigt eine lokale Straßenverbindung ab, die die verstreuten Siedlungen am Nordufer von Loch Torridon erschließt und in der kleinen Siedlung Lower Diabaig endet.
Südlich von Torridon quert die Straße zunächst den River Torridon und führt am Südufer von Loch Torridon über Torridon House nach Westen bis nach Shieldaig. Dieser Abschnitt ist einer der wenigen zweispurig ausgebauten Teile der A896. In Shieldaig ersetzt eine Ortsumgehung die frühere Führung durch den Ortskern. Südlich von Shieldaig zweigt eine schmale Erschließungsstraße ab, die die kleinen Siedlungen am Ufer der Halbinsel Applecross erschließt. Die A896 wendet sich, wieder als einspurige Single track road, nach Süden und verläuft über die hügelige Landenge, die die Halbinsel nach Osten begrenzt. Entlang des Südendes von Loch Damh und an Loch Coultrie vorbei läuft die A896 im Tal des River Kishorn bis zum Weiler Tornapress. Dort zweigt die schmale Passstraße ab, die  über den Bealach na Bà in den Süden von Applecross führt. Die Straße über den Bealach na Bà ist aufgrund ihrer Steigungen und schmalen Kurven eine der anspruchsvollsten Straßen Schottlands und im Winter öfters wegen Schneeverwehungen gesperrt.

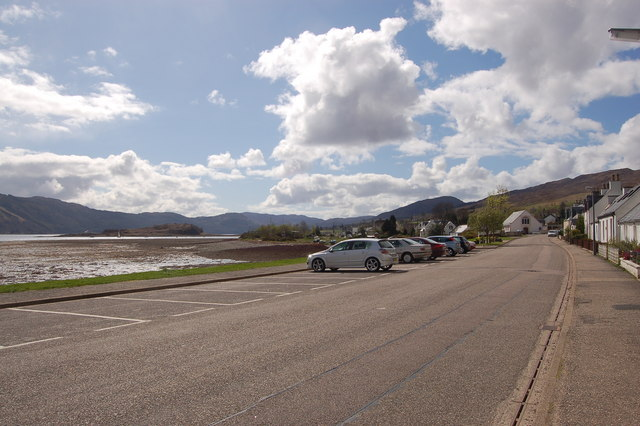
Die A896 in der Ortsdurchfahrt Lochcarron

Über die kleine Siedlung Sanachan am Ufer des Meeresarms Loch Kishorn wendet sich die Straße wieder nach Osten. Ab der Ortschaft Lochcarron ist die A896 wieder zweispurig ausgebaut und bildet die Hauptstraße des Ortes. Sie verläuft durch den als Straßendorf entlang der A896 aufgereihten Ort weiter direkt am Ufer von Loch Carron bis zur Einmündung in die A890, etwa einen Kilometer nördlich des Bahnhofs Strathcarron an der Kyle of Lochalsh Line. Die A896 besitzt eine Gesamtlänge von 55,2 km.
Zwischen Kinlochewe und dem Abzweig der Straße nach Applecross bei Shieldaig sowie der Einmündung der Straße über den Bealach na Bà und der Einmündung in die A890 bei Strathcarron ist die A896 Teil der Ferienstraße North Coast 500.